# 13 filles terrorisées
Pour plus de détails, voir Fiche technique et Distribution.
13 filles terrorisées (titre original : 13 Frightened Girls, connu aussi sous le nom The Candy Web) est un film d'espionnage américain, réalisé et produit par William Castle et sorti en 1963.

## Synopsis
Treize jeunes filles d'une pension en Suisse, et spécialement l'une d'entre elles, Candace Hull, s'amusant à jouer les enquêtrices amateurs se retrouvent impliquées dans une affaire d'espionnage très sérieuse, sur fond de guerre froide…

## Fiche technique
- Titre : 13 filles terrorisées
- Titre original : 13 Frightened Girls
- Réalisation : William Castle
- Scénario : Otis Guernsey Jr. (en), Robert Dillon (en)
- Musique : Van Alexander
- Directeur de la photographie : Gordon Avil
- Montage : Edwin H. Bryant
- Direction artistique : Don Ament
- Décors : William Kiernan
- Costumes : Lanz
- Maquillage : Ben Lane, Joe DiBella
- Production : William Castle
- Pays d'origine :  États-Unis
- Genre : Film d'espionnage
- Durée : 89 minutes
- Date de sortie :
  -  Allemagne de l'Ouest : 18 avril 1963
  -  États-Unis : juillet 1963
  -  Suède : 9 août 1963
  -  Danemark : 21 juin 1965

## Distribution
- Murray Hamilton : Wally Sanders
- Kathy Dunn : Candace Hull
- Hugh Marlowe : John Hull
- Khigh Dhiegh (en) : Kang
- Norma Varden : Miss Pittford
- Alexandra Bastedo : Alex
- Judy Pace (en) : Liberia
- Emil Sitka (en) : Ludwig
- Lynne Sue Moon : Mai-Ling.

## Récompenses et distinctions

### Nominations
- Saturn Award 2010 :
  - Saturn Award de la meilleure collection DVD (au sein du coffret The William Castle Collection)